# Tom Barrett (homme politique, 1981)
Pour les articles homonymes, voir Barrett.
Thomas More Barrett, né le 30 avril 1981 à Southfield, est un homme politique américain, membre du Parti républicain. Il est représentant pour le Michigan depuis 2025.

## Biographie
En 2022, Tom Barrett se présente lors des élections au poste de représentant pour le 7e district du Michigan, mais il est battu par la démocrate Elissa Slotkin qui l'emporte avec 52 % des voix.
Lors des élections du 5 novembre 2024, il est cette fois-ci élu représentant dans le même district en obtenant 50,3 % des voix face au démocrate Curtis Hertel, qui tentait de conserver le siège à son parti pour succéder à Elissa Slotkin, élue sénatrice.